# Federación Colombiana de Levantamiento de Pesas
La Federación Colombiana de Levantamiento de Pesas es el máximo ente rector de la halterofilia en Colombia y el representante del país ante la Federación Internacional de Halterofilia y la Federación Panamericana de Levantamiento de Pesas.
El presidente actual es William Peña, quien se encuentra en el cargo desde 2017.